# Citrinophila tenera
Citrinophila tenera är en fjärilsart som beskrevs av Kirby 1887. Citrinophila tenera ingår i släktet Citrinophila och familjen juvelvingar. Inga underarter finns listade i Catalogue of Life.